# Kanton Oppenheim
Der Kanton Oppenheim  war eine von zehn Verwaltungseinheiten, in die sich das Arrondissement Mainz im Département du Mont-Tonnerre gliederte. Mit der Einrichtung des Kantons wurde die Trennung der Rechtsprechung von der Verwaltung umgesetzt. Die Rechtsprechung wurde dem Friedensgericht Oppenheim übertragen. Der Kanton war in den Jahren 1798 bis 1814 Teil der Französischen Republik (1798–1804) und des Napoleonischen Kaiserreichs (1804–1814). Von 1816 bis 1835 war er ein Kanton in der Provinz Rheinhessen des Großherzogtums Hessen.

## Geografische Lage
Der Kanton Oppenheim befand sich südlich des Kantons Mainz, Hauptort war die heutige Stadt Oppenheim. Mit Cirkumscription (Rundschreiben) vom 28. Januar 1803 (8. Pluviose XI) wurde der Umfang des Kantons und damit der Gerichtsbezirk des Friedensgerichtes endgültig festgeschrieben.
Im Jahre 1814 wurde das Département Donnersberg und damit auch der Kanton Oppenheim vorübergehend unter die Administration des Generalgouvernements Mittelrhein gestellt. Durch Artikel 47 der Wiener Kongressakte über die Gebietsaufteilung gelangte der Kanton an das Großherzogtum Hessen und wurde gemäß dem Besitzergreifungspatent vom 8. Juli 1816 in die Provinz Rheinhessen eingegliedert. Mit der Organisationsreform vom 5. Februar 1835 wurde der Kanton aufgelöst und ging in den Kreis Mainz auf.

## Verwaltungsgliederung
Der Kanton Oppenheim gliederte sich in 20 Gemeinden:
| Gemeinde       | Mairie      | EW 1815 | vor 1792 zugehörig             | Anmerkungen                   |
| -------------- | ----------- | ------- | ------------------------------ | ----------------------------- |
| Köngernheim    | Dahlheim    | 353     | Sickingen (Adelsgeschlecht)    |                               |
| Bodenheim      | Bodenheim   | 1.225   | Stift St. Alban vor Mainz      |                               |
| Dalheim        | Dahlheim    | 527     | Graf von Falkenstein           |                               |
| Dexheim        | Schwabsburg | 525     | Kurpfalz                       |                               |
| Dienheim       | Oppenheim   | 662     | Kurpfalz                       |                               |
| Dolgesheim     | Dolgesheim  | 417     | Graf von Leiningen-Guntersblum |                               |
| Eimsheim       | Dolgesheim  | 305     | Kurpfalz                       |                               |
| Guntersblum    | Guntersblum | 1.539   | Graf von Leiningen-Guntersblum |                               |
| Hahnheim       | Selzen      | 363     | Freiherr von Dienheim          |                               |
| Lörzweiler     | Mommenheim  | 426     | Frhr von Hettesdorf            |                               |
| Rudelsheim     | Oppenheim   | 319     | Freiherr von Dienheim          | heute Ludwigshöhe             |
| Mommenheim     | Mommenheim  | 694     | Ritterschaftliche Ganerbschaft |                               |
| Nackenheim     | Bodenheim   | 826     | Kurmainz                       |                               |
| Nierstein      | Nierstein   | 1.506   | Kurpfalz                       |                               |
| Oppenheim      | Oppenheim   | 2.098   | Kurpfalz                       |                               |
| Schwabsburg    | Schwabsburg | 525     | Kurpfalz                       | heute Stadtteil von Nierstein |
| Selzen         | Selzen      | 523     | Kurpfalz                       |                               |
| Waldülversheim | Weinolsheim | 461     | Graf von Leiningen-Guntersblum | heute Uelversheim             |
| Weinolsheim    | Weinolsheim | 452     | Kurpfalz                       |                               |
| Wintersheim    | Dolgesheim  | 225     | Kurpfalz                       |                               |